# Epicoma melanospila
Epicoma melanospila is een vlinder uit de familie van de tandvlinders (Notodontidae), uit de onderfamilie van de Thaumetopoeinae. Deze soort is voor het eerst wetenschappelijk beschreven als Cnethocampa melanospila door Hans Daniel Johan Wallengren in een publicatie uit 1860.
De soort komt voor in Australië.